# 유령 (1999년 영화)
"유령"은 1999년 개봉한 대한민국의 전쟁 영화이다. 2000년 대종상영화제에서 남우주연상, 신인감독상을 비롯해 총 6개부분을 수상하기도 했다.
한국 최초의 잠수함 영화로 크림슨 타이드나 붉은 10월처럼 깊은 심해를 표현 할 수 있는 드라이 포 웨트 기법을 사용하였다.
대한민국 최초의 핵잠수함 유령은 한국이 러시아의 공격형 핵잠수함(SSN)인 시에라급 잠수함을 가지고 있다는 사실을 눈치챈 미국과 일본 정부의 압력으로 한국 정부는 태평양 심해에서 자폭시키려고 한다는 내용이다.

## 줄거리
대한민국 최초의 핵잠수함 '유령'호가 일본 해안으로 정찰 임무를 떠나게 된다. 이 영화는 바로 이 유령 잠수함의 이야기를 다룬다.

## 캐스팅
- 최민수 : 202 부함장 역
- 정우성 : 431 / 이찬석 역
- 윤주상 : 함장 역
- 손병호 : 562 / 경계관 역
- 고동업 : 561 / 항해관 역
- 김영호 : 872 / 방송장교 역
- 박길수 : 841 / 정보장교 역
- 설경구 : 432 역
- 정은표 : 981 / 조리장 역
- 우승엽 : 842 / 정보하사 역
- 박준용 : 661 / 소나맨 역
- 조영호 : 663 / 소나보조 역
- 송창곤 : 563 역
- 박정환 : 434 역
- 차성준 : 588 역
- 오상무 : 532 역
- 이철민 : 531 역
- 김준석 : 534 역
- 한영수 : 496 역
- 이황의 : 498 역
- 김승온 : 493 역
- 박충선 : 이태준 역
- 이홍표 : 853 역
- 민복기 : 982 역
- 전병희 : 군의관 역
- 김호진 : 776 역
- 강태영 : 575 역
- 김응수 : 찬석 부 역
- 주경희 : 찬석 모 역
- 윤상오 : 사형장 장교 역
- 박승건 : 여장 수병 역
- 성민수 : 771 / 통신장교 역
- 김기윤 : 어린 찬석 역
- 범원석 : 장보고 장교 역
- 박승우 : 장보고 장교 역
- 정종목 : 장보고 장교 역
- 이재욱 : 장보고 수병 역
- 윤상오 : 사형장 장교 역

## 관련정보
1993년 한국 정부가 러시아로부터 핵잠수함 도면을 제공받았으며, 1994년 한국의 민간회사 영유통이 6척의 핵잠수함을 러시아에서 고철로 수입했다. 2010년 현재 한국은 KSS-III 잠수함을 개발중이다. KSS-III는 SSN이라는 언론의 보도도 있었다.
2009년 브라질은 프랑스로부터 바라쿠다급 잠수함(SSN)을 1척 구매하기로 계약했다. 바라쿠다급 잠수함(SSN)은 현재 프랑스의 SSN인 루비급 잠수함을 대체하기 위해 개발중인 차기 SSN이다. 바라쿠다급 잠수함과 관련, 프랑스 정부는 사상 최초로 핵잠수함 개발을 외국과 공동개발하기로 결정하였다. 한국의 KSS-III 개발에 바라쿠다급 잠수함이 연루된 언론 보도도 있었다. 브라질은 70년대부터 20년 넘게 핵잠수함 개발을 추진하였으며, 2009년 프랑스와 계약하기까지 러시아와도 상당한 계약 협상을 하였다.
2010년 인도는 시에라급 잠수함의 후속형인 아쿨라급 잠수함(SSN)의 마지막함인 네르파함을 러시아로부터 인도받았다. 총 2척의 아쿨라급 잠수함을 리스하기로 계약했다. 아쿨라급 잠수함은 러시아판 LA급 잠수함이다.

## 같이 보기
- KSS-III
- SSN
- 시에라급 잠수함